# Реджис МакКенна
Ре́джис МакКе́нна — (англ. Regis McKenna) гуру маркетингу Кремнієвої долини (США) і президент консалтингової фірми McKenna Group, яка займається проблемами менеджменту та маркетингу.

## Досвід
Реджис МакКенна відомий завдяки своєму внеску в маркетингові стратегії кількох успішних компаній США в період їхнього старт-апу та становлення: Apple, Compaq, Lotus, Microsoft та Silicon Graphics.

## Твори
- В 1986 році МакКенна випустив свою першу книгу, присвячену маркетингу високотехнологічних компаній — «The Regis Touch» («Підхід Реджиса»). ISBN 0-201-13964-2
- В 1989 році вийшла друком друга книга «Who's afraid of Big Blue?» («Хто боїться Синього гіганта?») про конкуренцію навколо компанії IBM.
- В 1993 році третьою книгою стала «Relationship Marketing» («Маркетинг відносин») про концепції індивідуального маркетингу, які стали основою для інтернет-маркетингу. ISBN 0-201-62240-8
- В 1997 році з'явилася четверта книга «Real Time» («Реальний час») ISBN 0-87584-794-3
- У 2002 році — п'ята книга «Total Access» («Повний доступ») ISBN 1-57851-244-1
- У 2003 році — шоста книга «Access-marketing» («Маркетинг доступу») ISBN 3-527-50037-5